# Siphonandra
Siphonandra je rod rostlin náležících do čeledě vřesovcovité. Zahrnuje 5 druhů a je rozšířen v Peru a Bolívii.

## Synonyma
- Rondeletia[1]

## Druhy
- Siphonandra elliptica
- Siphonandra magnifica
- Siphonandra mexicana
- Siphonandra pilosa